# 北滘综合检修基地

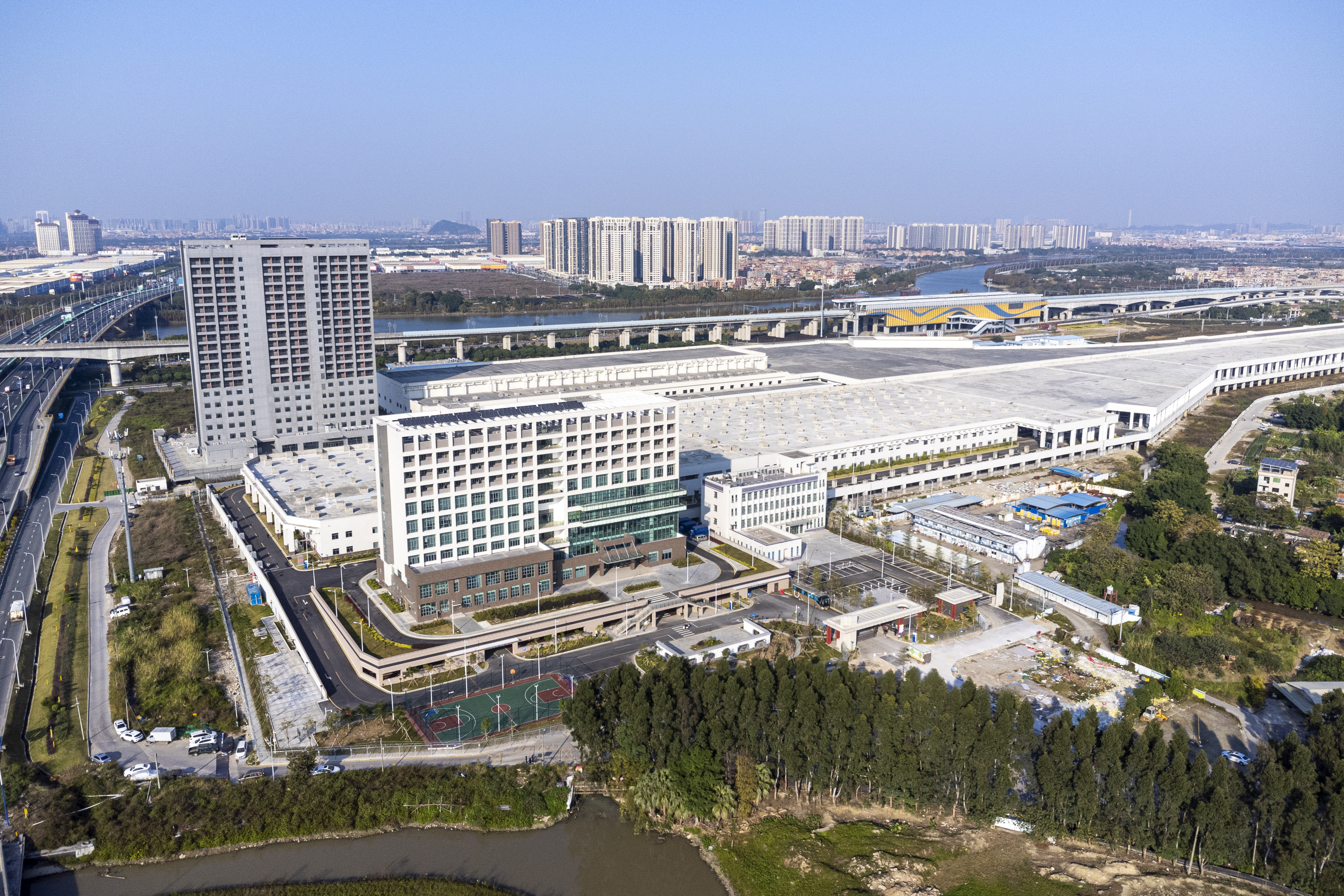
后侧为北滘综合检修基地

北滘综合检修基地是广佛南环城际铁路唯一一个车辆基地，位于中国广东省佛山市顺德区北滘镇佛山一环以东（北滘西城际站南侧），与佛山地铁3号线北滘停车场相邻。

## 基本信息
北滘综合检修基地承担着车辆停放、整备、运用、检修以及各种运营设备、设施保养维修等功能，是珠三角城际网唯一的综合检修基地。北滘综合检修基地内设置公安派出所、综合办公楼、综合检修库、大物件库、危险品库及配套的相关设施和线路，总建筑面积约105,000平方米。

## 历史
- 2020年12月30日，北滘综合检修基地综合楼成功封顶[2]。
- 2021年7月6日，北滘综合检修基地10千伏配电所及外电源线路送电成功[3]。
- 2022年5月7日，北滘综合检修基地通过消防专项验收[4]。